# Jan De Bie (Fußballspieler)

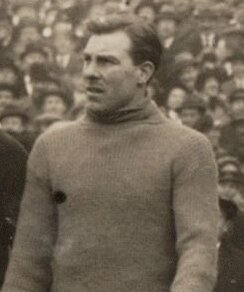
Jan De Bie (1922)

Jan De Bie (* 9. Mai 1892 in Uccle/Ukkel, Region Brüssel-Hauptstadt; † 30. April 1961, andere Schreibweisen Jean De Bie, Jean Debie oder Jan Debie) war ein belgischer Fußballtorhüter. Er gewann mit der belgischen Nationalmannschaft die Goldmedaille beim olympischen Fußballturnier 1920.
Jean De Bie verbrachte den größten Teil seiner Karriere bei Racing Club de Bruxelles, 1934 beendete er seine aktive Karriere.
Mit der belgischen Fußballnationalmannschaft nahm De Bie an drei olympischen Turnieren teil. Dem großen Triumph bei den Olympischen Spielen im eigenen Land folgten allerdings zwei nicht so erfolgreiche Teilnahmen. 1924 scheiterte man bereits im Auftaktspiel an Schweden mit 1:8, 1928 konnte man sich nach einem 5:3-Erfolg über Luxemburg gegen Argentinien nicht behaupten und unterlag dem späteren Finalteilnehmer mit 3:6. 1930 stand De Bie im Aufgebot der belgischen Mannschaft für die Weltmeisterschaft 1930 in Uruguay. Er blieb jedoch beim Turnier ohne Einsatz und war hinter dem 17 Jahre jüngeren Arnold Badjou nur Reservekeeper. Zwischen seinem Debüt beim olympischen Turnier 1920 und seinem letzten Länderspiel im Juni 1930 gegen Portugal absolvierte De Bie insgesamt 33 Länderspiele für die „roten Teufel“.